# Samer Saadeh
Samer Saadeh, est un homme politique libanais du parti Kataeb.
Il est le fils de son ex-dirigeant Georges Saadeh

## Biographie
Il est élu député à la Chambre des députés (Liban) lors des Élections législatives libanaises de 2009.